# Adolphe Le Cour de Grandmaison
Pour les autres membres de la famille, voir Famille Le Cour Grandmaison.
Adolphe Le Cour de Grandmaison (1er janvier 1801, Nantes - 18 mars 1851, Nantes), est un armateur et homme politique français.

## Biographie
Fils de Jean-Baptiste Le Cour, sieur de Grandmaison, capitaine de vaisseau et corsaire, et de Rose-Victoire Bonvalet, Adolphe Le Cour de Grandmaison est négociant et armateur à Nantes. 
Il est élu, le 31 janvier 1849, représentant des Indes françaises à l'Assemblée constituante, par 12 774 voix.
Il est membre du conseil municipal et de la Chambre de commerce de Nantes.
Marié à Laure de Combles, il est le beau-père d'Emmanuel Halgan. Il est l'oncle de Charles et de Henri Le Cour-Grandmaison.